# South Raynham
South Raynham är en ort i Storbritannien.   Den ligger i grevskapet Norfolk och riksdelen England, i den sydöstra delen av landet, 150 km norr om huvudstaden London. South Raynham ligger 52 meter över havet och antalet invånare är 257. South Raynham var en civil parish fram till 1935 när blev den en del av Raynham. Civil parish hade 94 invånare år 1931. Byn nämndes i Domedagsboken (Domesday Book) år 1086, och kallades då Sutreinaham/Sutrein(e)ham.
Terrängen runt South Raynham är platt. Runt South Raynham är det ganska tätbefolkat, med 96 invånare per kvadratkilometer. Närmaste större samhälle är East Dereham, 14,6 km sydost om South Raynham. Trakten runt South Raynham består till största delen av jordbruksmark.